# Joko Tanakaová
Joko Tanakaová (japonsky 田中 陽子, * 30. července 1993 Jamaguči) je japonská fotbalistka.

## Reprezentační kariéra
Za japonskou reprezentaci v roce 2013 odehrála 4 reprezentační utkání.

## Statistiky
| Japonsko | Japonsko | Japonsko |
| Roky     | Záp.     | Góly     |
| -------- | -------- | -------- |
| 2013     | 4        | 0        |
| Celkem   | 4        | 0        |

## Úspěchy

### Reprezentační
- Mistrovství světa do 20 let:  2012
- Mistrovství světa do 17 let:  2010